# Shigella
A Shigella egy baktériumnemzetség (genus) az Enterobacteriaceae családban. Alakjuk egyenes pálca, flagellumuk nincs, mozgásra nem képesek. Tok nélküliek. Fakultatív anaerobok, Gram negatívak. Emberben és főemlősökben a dysenteria (vérhas) kórokozói. A kórokozók a vastagbélben telepszenek meg, sejtelhalást, bevérzéseket okoznak. Az antibiotikumrezisztencia terjedését ezen a csoporton figyelték meg először.
Nevét Siga Kijosi japán orvos–bakteriológusról, a Shigella dysenteriae faj felfedezőjéről kapta.

## Ismertebb fajai
- Sh. dysenteriae
- Sh. flexneri
- Sh. sonnei
- Sh. boydii